# مالينوفو
مالينوفو (بالبلغارية: Малиново)‏ قرية تقع إدارياً ضمن Sevlievo ‏ في بلغاريا. تعتمد مالينوفو للبريد على الرمز البريدي 5441 وللاتصالات على رمز الاتصال الهاتفي المحلي 06910.